# 1909 no carnaval
Nesta página encontrará referências aos acontecimentos directamente relacionados com o carnaval ocorridos durante o ano de 1909.

## Eventos
- O Jornal do Brasil organiza o primeiro concurso de Ranchos, no Rio de Janeiro.

## Nascimentos
| Data | Nome | Profissão | Nacionalidade | Observações | Ref |
| ---- | ---- | --------- | ------------- | ----------- | --- |

## Mortes
| Data | Nome | Profissão | Nacionalidade | Observações | Ref |
| ---- | ---- | --------- | ------------- | ----------- | --- |